# Transkaukasien-Maulwurf
Der Transkaukasien-Maulwurf (Talpa transcaucasica) ist eine Säugetierart aus der Familie der Maulwürfe (Talpidae) innerhalb der Ordnung der Insektenfresser (Eulipotyphla). Sie kommt in der Kaukasus-Region und angrenzenden Gebieten vor. Hier lebt er in höheren Gebirgslagen und nutzt vielfach Wälder als Lebensräume. Die Art gleicht äußerlich dem Europäischen Maulwurf. Sie erreicht aber nicht deren Körperausmaße, besitzt mit Haut überdeckte Augen und weist einen vergleichsweise kleinen Schädel auf. Die Tiere leben unterirdisch in selbst gegrabenen Gängen und ernähren sich von Wirbellosen, häufig von Schmetterlingsraupen. Die Fortpflanzung findet einmal jährlich statt. Eingeführt wurde die Form bereits 1944, sie galt aber lange Zeit als identisch mit dem Levantinischen Maulwurf. Erst genetische Untersuchungen führten in den 2010er Jahren zur Erkenntnis, dass beide Vertreter eigenständige Arten repräsentieren. Die Anerkennung des Transkaukasien-Maulwurfs als Art erfolgte im Jahr 2020.

## Merkmale

### Habitus
Der Transkaukasien-Maulwurf ist ein kleiner Vertreter der Eurasischen Maulwürfe. Bei Tieren aus der Kaukasus-Region beträgt die Kopf-Rumpf-Länge 10,4 bis 12,1 cm, der Schwanz wird 2,05 bis 3,38 cm lang und das Gewicht variiert von 37 bis 50 g. Für Individuen aus dem nördlich angrenzenden Bereich lauten die Werte entsprechend 8,2 bis 10,6 cm, 1,7 bis 3,1 cm und 21 bis 31 g. Dadurch besteht eine gewisse Variation in der Körpergröße, da Tiere aus dem Gebirgsgebiet bis zu 85 % schwerer werden als solche aus dem nördlich angrenzenden flacheren Landschaften. Vergleichbar zu anderen Eurasischen Maulwürfen weist der Transkaukasien-Maulwurf einen zylindrischen und robusten Körper auf, der Hals ist kurz und die Vorderfüße sind schaufelartige gestaltet. Das Fell besitzt einen seidigen Glanz. Auf dem Rücken ist es grau schwarz gefärbt, die Unterseite zeigt sich etwas heller. Bei ausgewachsenen Individuen tritt im Genitalbereich ein kastanienbrauner bis rötlichbrauner Streifen auf. Am Kinn kommt teilweise ein hellerer Farbton vor. Die Augen werden von Haut bedeckt. Die Hinterfüße sind 1,42 bis 1,75 cm lang, die Vorderfüße werden 1,2 bis 1,68 cm lang und 1,36 bis 1,65 cm breit. Weibchen weisen acht Zitzen auf.

### Schädel- und Gebissmerkmale
Der Schädel misst 26,7 bis 31,8 mm in der Länge und 12,8 bis 15,0 mm in der Breite. Die Schädellänge beträgt im Durchschnitt 26,8 % der Körperlänge. Dadurch ist er verhältnismäßig kleiner als beim Kaukasischen Maulwurf (Talpa caucasica), dessen Schädellänge bei rund 30 % liegt. Ebenso zeigt er sich auch schmaler. Ein weiteres trennendes Kriterium findet sich in dem sehr schmalen Rostrum. Auf Höhe der Schneidezähne liegt die Breite bei 2,8 bis maximal 4,1 mm, an den Mahlzähnen erreicht sie 10,1 bis 11,0 mm. Der obere erste Molar weist an seinem Mesostyl, ein kleiner Höcker zwischen den beiden lippenseitigen Haupthöckern (Paraconus und Metaconus), meist eine Spitze auf und entspricht damit dem Verhältnis beim Levantinischen Maulwurf (Talpa levantis). Die Gesamtlänge der oberen Zahnreihe reicht von 10,5 bis 11,7 mm.

### Genetische Merkmale
Der diploide Chromosomensatz lautet 2n = 34. Es treten 1 akrozentrisches, 2 submetazentrische und 13 metazentrische Chromosomenpaare auf. Das X-Chromosom ist metazentrisch, das Y-Chromosom fleckenartig.

## Verbreitung und Lebensraum

Verbreitungsgebiet des Transkaukasien-Maulwurfs

Das Verbreitungsgebiet des Transkaukasien-Maulwurfs liegt im südlichen Teil Osteuropas und im nördlichen Bereich Westasiens. Es umfasst den europäischen Abschnitt Russlands südlich des Kuban und des Terek sowie Georgien, Armenien, das westliche Aserbaidschan und den nordöstlichen Teil der Türkei. In Armenien dringt die Art südlich bis zum Sevansee vor. Es sind zahlreiche unterschiedliche Lebensräume belegt, jeweils gekoppelt an mächtige und gut durchfeuchtete Böden. Häufig finden sich die Tiere in Eichen-Buchen-Wäldern, in Aserbaidschan auch in Hainbuchen-Buchen-Wäldern in 1550 bis 1870 m Höhe. Hier können dann bis zu 42 Individuen auf einem Hektar vorkommen. Generell reicht die Höhenverbreitung bis auf 2400 m, oberhalb der Baumgrenze ist der Transkaukasien-Maulwurf aber selten anzutreffen und auf feuchte Einsenkungen beschränkt. Ebenfalls weniger häufig kommen die Tiere in tieferen Lagen vor, wo der Ognev-Maulwurf (Talpa ognevi) lebt. Teilweise ist der Transkaukasien-Maulwurf von Wasser abhängig, so dass die Art in Fluss- und Stromtälern sowie an Seeufern zu beobachten ist. Es besteht eine Sympatrie zum Kaukasischen Maulwurf. Beide Vertreter der Eurasischen Maulwürfe werden im nördlichen Kaukasus-Gebiet an den gleichen Fundstellen beobachtet, letzterer tritt aber in größerer Anzahl auf.

## Lebensweise
Zur Lebensweise des Transkaukasien-Maulwurfs liegen insgesamt nur wenige Daten vor. Die Tiere graben oberflächennahe und tiefere Tunnel. In subalpinen Wiesenlandschaften sind die oberflächennahen Gänge mit 10 bis 15 cm tiefer angelegt als in Wäldern, wo sie häufig nur wenige Zentimeter unter der Erdoberfläche verlaufen. Die tieferen Tunnel reichen etwa 50 cm in den Untergrund. Häufige Aktivitäten finden am frühen Morgen zwischen 05.00 und 07.00 Uhr und am Abend statt. In rund 96 % der aus dem Kaukasus untersuchten Mageninhalte fanden sich Reste von Insekten, in 62 % auch von Regenwürmern. Beim Kaukasischen Maulwurf wiederum dominieren Regenwürmer im Nahrungsspektrum. Sehr häufig frisst der Transkaukasien-Maulwurf dabei Raupen, vor allem von Eulenfaltern. Generell überwiegen Larvenstadien von Insekten gegenüber ausgewachsenen Individuen.
Die Fortpflanzung erfolgt einmal jährlich. Im nördlichen Kaukasus finden Geburten zwischen Februar und März statt. Sie können aber in südlicheren Gebieten mit milderen Temperaturen früher einsetzen. In der Regel bringt ein Weibchen pro Wurf zwei bis fünf Jungen zur Welt, durchschnittlich 3,7. Die Wachstumsrate ist relativ hoch. Bereits im späten Mai sind Jungtiere durchschnittlich 93,7 mm lang und wiegen etwa 34 g. Im frühen Juli besteht die lokale Population im westlichen Kaukasus aus rund 58 % an Jungtieren. Die sexuelle Reife wird mit rund elf Monaten erreicht. Die Lebenserwartung beträgt maximal sieben Jahre.

## Systematik
Der v ist eine Art aus der Gattung der Eurasischen Maulwürfe (Talpa). Die Gattung besteht aus rund 15 weiteren Mitgliedern, als bekanntestes ist der Europäische Maulwurf (Talpa europaea) anzusehen. Die Eurasischen Maulwürfe stellen einen Teil der Tribus der Eigentlichen Maulwürfe (Talpini) und der Familie der Maulwürfe (Talpidae) dar. Die Tribus wiederum vereint die zumeist grabenden Formen der Maulwürfe, während andere Angehörige der Familie dem gegenüber nur teilweise unterirdisch leben, sich oberirdisch fortbewegen oder eine semi-aquatische Lebensweise haben.
Die wissenschaftliche Erstbeschreibung zum Transkaukasien-Maulwurfs veröffentlichte Sergej Konstantinowitsch Dahl im Jahr 1944. Hierin bezeichnete er die neue Form als Talpa europaea transcaucasica und damit als Unterart des Europäischen Maulwurfs. Die Beschreibung basiert auf mehr als 50 Individuen, als Holotyp fungiert ein ausgewachsenes Männchen mit Fell, dessen Körperlänge 11,8 cm beträgt. Es stammt aus der Nähe der Ortschaft Lermontowo (früher Voskresenovka) in der armenischen Provinz Lori. Diese Typusregion gehört zum Pambak-Gebirge, wo das Belegexemplar Mitte des Jahres 1940 in einer Höhenlage von 1845 m aufgesammelt wurde. Als Besonderheiten hob Dahl die geringe Körpergröße und den kleinen Schädel hervor.
In der Folgezeit wurde unter anderem mit Talpa caeca minima von N. K. Deparma aus dem Jahr 1959 eine weitere Form kleiner Maulwürfe eingeführt. Die der Beschreibung zugrunde liegenden Individuen stammen vom Flusslauf der Belaja bei Tulski südlich von Krasnodar. Ihr Verbreitungsschwerpunkt findet sich dadurch eher im westlichen Kaukasus gegenüber dem zentralkaukasischen des Transkaukasien-Maulwurfs. Im Vergleich zu diesem sind die Tiere mit einer Körperlänge von 8,2 bis 11,2 cm auch etwas kleiner. Ivo Grulich vereinte dann 1972 die kleinen kaukasischen Maulwürfe unter Berufung auf ähnliche Schädelmerkmale mit dem Levantinischen Maulwurf (Talpa levantis). Dieser kommt an den Küstengebieten des Schwarzen Meeres in der nördlichen Türkei vor, wurde zu diesem Zeitpunkt aber noch als Unterart des Blindmaulwurfs (Talpa caeca) eingeordnet. Ein Jahr später erhoben Heinz Felten und Kollegen bei der Untersuchung der Kleinsäuger Anatoliens den Levantinischen Maulwurf auf Artebene und überführten damit auch die kaukasischen kleinen Maulwürfe in Talpa levantis. Diese Situation blieb dann weitgehend erhalten. Einige russische Wissenschaftler unterschieden aber innerhalb des kaukasisch-östlichen Stranges des Levantinischen Maulwurfs bis zu drei Unterarten, zumeist basierend auf Variationen der Körpergröße. Dazu gehört auch Talpa levantis cabardinicus, eine kleine Form, die 1989 von Ruslan I. Dzuev aus dem zentralen Kaukasus beschrieben worden war.
Molekulargenetische Untersuchungen aus den 2010er Jahren trugen maßgeblich zur Klärung der Verwandtschaftsverhältnisse zwischen den Eurasischen Maulwürfen bei. Demnach besteht keine unmittelbare Verbindung zwischen dem Levantinischen Maulwurf und dem Blindmaulwurf. Beide Formen gehören einer westlichen Gruppe an, die die meisten europäischen Maulwürfe der Gattung Talpa einschließt. Innerhalb dieser bildet der Levantinische Maulwurf zusammen mit dem Balkan-Maulwurf (Talpa stankovici) eine basale Gruppe. Die Abspaltung ersterer Art hatte sich bereits im Pliozän vor rund 3,8 Millionen Jahren vollzogen. Die genetischen Daten wiesen aber auch auf eine sehr nahe Verwandtschaft zwischen den kleinen Maulwürfen des Kaukasus-Gebietes und der anatolischen Schwarzmeerküste hin. Beide Gruppen sind allerdings durch eine tiefe zeitliche Kluft voneinander getrennt, die bis in das ausgehende Pliozän vor etwa 2,68 Millionen Jahren zurückreicht. Die daraus entstehenden langen Entwicklungslinien befürworteten eine artliche Trennung der beiden Populationen. Zum damaligen Untersuchungszeitpunkt, im Jahr 2015, konnten die Bearbeiter um Anna A. Bannikova aber keine Individuen von der Typuslokalität des Levantinischen Maulwurfs bei Trabzon in der nordöstlichen Türkei berücksichtigen. Da damit unklar war, ob der Levantinische Maulwurf die östliche Gruppe in der Kaukasus-Region oder die westliche Gruppe im Schwarzmeergebiet repräsentiert, unterließen die Autoren der Studie daher eine offizielle Trennung. Das Problem klärte sich erst in einer weiteren genetischen Studie im Jahr 2020. Hierbei erwiesen sich die Tiere der Typusregion des Levantinischen Maulwurfs als eindeutig mit den Maulwürfen der nordanatolischen Schwarzmeerregion näher verwandt. Der Levantinische Maulwurf wurde daraus folgernd auf Nordanatolien beschränkt und die kleinen Maulwürfe der Kaukasus-Region als Talpa transcaucasica ausgesondert. Die Artbezeichnung ist dabei der Namenspriorität geschuldet. Eine weitere, im gleichen Jahr publizierte Analyse stufte den Transkaukasien-Maulwurf wiederum nur als Unterart des Levantinischen Maulwurfs ein. Dies wird jedoch durch eine genetische Untersuchung aus dem Jahr 2023 abgelehnt.
Möglicherweise lässt sich den genetischen Daten aus dem Jahr 2015 zufolge Talpa transcaucasica in weitere Untergruppen auf der Ebene von Unterarten aufsplitten. Hierbei besteht ein deutlicher Unterschied zwischen den Formen des südlichen Russlands aus der Region Adygeja und des nördlichen Kaukasus (Armenien und Kabardino-Balkarien) mit einem genetischen Abstand von 3 %. Somit könnte T. t. minima als eventuelle Unterart aufgefasst werden.

## Bedrohung und Schutz
Der Transkaukasien-Maulwurf wird von der IUCN nicht gelistet, sondern innerhalb des Levantinischen Maulwurfs geführt. Dieser gilt aus Sicht der Naturschutzorganisation als „nicht bedroht“ (least concern). In Russland steht Talpa transcaucasica auf der nationalen Roten Liste.